# Abdul Ghafar Qaderi
Abdul Ghafar Qaderi (ur. 5 czerwca 1991) – afgański zapaśnik walczący w stylu wolnym. Brązowy medalista Igrzysk Azji Południowej w 2016. Ósmy na igrzyskach azjatyckich w 2018 roku.